# Eddie McClintock
Edward McClintock (* 27. květen, 1967, North Canton, USA) je americký herec.

## Počátky
Narodil se v North Cantonu a k herectví se pořádně dostal až ve svých třiceti letech. Předtím se věnoval wrestlingu a byl také asistentem produkce.

## Kariéra
Před kamerou se poprvé objevil v roce 1997, a to konkrétně v seriálu Diagnóza: Vražda. I nadále se věnoval spíše seriálovému herectví. K seriálům, ve kterých obsadil větší role, patří Stark Raving Mad a Warehouse 13. Vidět jsme jej mohli také v seriálech A.U.S.A., Crumbs, Zoufalé manželky nebo Dr. House.
Zahrál si také menší role v několika celovečerních filmech, ke kterým patří Úspěšný Mumford, kde si menší role zahráli také úspěšní herci jako Martin Short, Zooey Deschanel, Jason Lee nebo Ted Danson. Dále jsme jej mohli vidět ve snímcích Prostě sexy s Cameron Diaz a Hollywood, Hollywood s Davidem Duchovnym či Julií Roberts.

## Osobní život
Od roku 2005 je ženatý s Lynn Sanchezovou, má s ní dvě děti.

## Filmografie

### Filmy
- 1999 – Úspěšný Mumford
- 2000 – Screenland Drive
- 2002 – Moving August, Prostě sexy; Hollywood, Hollywood
- 2009 – Pet Peeves

### Televizní filmy
- 2001 – Say Uncle
- 2002 – B.S.
- 2003 – Untitled Nicole Sullivan Project, Jane má schůzku, Picking Up & Dropping Off
- 2005 – Zpověď americké nevěsty, Three Wise Guys
- 2009 – The New 20´s

### Seriály
- 1997 – Diagnóza: Vražda, Ned and Stacey
- 1998 – Holding the baby
- 1999 – Zoe, Duncan, Jack & Jane
- 1999 – 2000 – Stark Raving Mad
- 1999 – 2001 – Felicity
- 2000 – Sex ve městě, Just Shoot Me!, Všichni starostovi muži
- 2002 – Glory Days, Přátelé, The King of Queens
- 2003 – Miss Match, A.U.S.A., The Pitts, Less Than Perfect
- 2003 – 2004 – Married to the Kellys
- 2005 – Dr. House, Můj přítel Monk
- 2006 – The Great Malones, Crumbs, Zoufalé manželky, My Boys
- 2006 – 2007 – Big Day
- 2007 – Sběratelé kostí, Vítěz, Žralok
- 2008 – Za svitu měsíce
- 2009 – Roommates
- 2009 – 2011 – Warehouse 13
- 2010 – Ted a spol., Kriminálka Las Vegas, Romantically Challenged